# Jan Wijnants (Radsportler)
Jan Wijnants (* 8. September 1958 in Veerle) ist ein ehemaliger belgischer Radrennfahrer.

## Sportliche Laufbahn
Wijnants war im Straßenradsport aktiv. Er war Teilnehmer der Olympischen Sommerspiele 1980 in Moskau. Das olympische Straßenrennen beendete er nicht.
Von 1980 bis 1992 war er Berufsfahrer. 1983 gelang ihm ein Etappensieg in der Ronde van Nederland. Bei Rund um den Henningerturm 1990 wurde er Zweiter hinter Thomas Wegmüller. 1982 wurde er im Grand Prix Fourmies Dritter. Wijnants bestritt alle Grand Tours.

## Grand-Tour-Platzierungen
| Grand Tour            | 1982 | 1983 | 1984 | 1985 | 1986 | 1987 | 1988 | 1989 | 1990 | 1991 | 1992 |
| --------------------- | ---- | ---- | ---- | ---- | ---- | ---- | ---- | ---- | ---- | ---- | ---- |
| Vuelta a EspañaVuelta | –    | DNF  | 46   | –    | –    | –    | –    | –    | –    | –    | DNF  |
| Giro d’ItaliaGiro     | –    | –    | –    | –    | –    | –    | –    | DNF  | –    | –    | –    |
| Tour de FranceTour    | DNF  | 68   | 38   | 52   | 105  | 121  | 96   | –    | –    | –    | –    |

## Familiäres
Sein Bruder Ludwig Wijnants war ebenfalls Radrennfahrer.